# Макар, Иван Иванович
Ива́н Ива́нович Мака́р (укр. Іван Іванович Макар; род. 15 января 1957 года, Галовка, Дрогобычская область) — украинский диссидент, политик, юрист и адвокат, депутат Верховной рады Украины I созыва (1990—1994).

## Биография
Родился 15 января 1957 года в селе Галовка. Мать Екатерина Волощак, 1934 г.р., работала заведующей клубом, позже была портнихой. Отец Иван Макар, 1927 г.р., был членом молодёжной организации «Луг», некоторое время был в Украинской повстанческой армии, в дальнейшем работал в колхозе бухгалтером.
Окончил начальную школу в родном селе, в 1974 году окончил Стрелковскую школу-интернат.
В 1979 году окончил физический факультет Львовского государственного университета имени Ивана Франко. Будучи студентом, начал принимать участие в диссидентском движении.
После окончания университета с 1979 по 1981 год работал учителем физики в Мшанецкой средней школе Старосамборского района Львовской области.
C 1982 года работал инженером «Львовэнергоремонта», позже был инженером Бориславского литейно-механического завода, затем был техником, инженером Прикарпатской геофизической экспедиции.
С 1983 по 1984 год работал прорабом, начальником службы радиационной безопасности треста «Уренгойтрубопроводстрой».
С 1984 по 1987 год был учителем физики и физкультуры в Новоандреевской средней школе и Саханской средней школе Ширяевского района Одесской области.
С августа 1987 года по октябрь 1992 года работал инженером-конструктором 1 категории, ведущим конструктором Института прикладных проблем механики и математики Академии наук Украины (г. Львов).
С 1987 года был членом Львовского дискуссионного клуба, был организатором оппозиционных митингов во Львове, неоднократно подвергался административному аресту.
В 1990 году в ходе первых альтернативных парламентских выборов в Украинской ССР был выдвинут кандидатом в народные депутаты жителями села Головецко Старосамборского района, 4 марта 1990 года во втором туре был избран народным депутатом Верховного совета Украинской ССР XII созыва (в дальнейшем — Верховной рады Украины I созыва) от Старосамборского избирательного округа № 279 Львовской области, набрал 52,60 % голосов среди 6 кандидатов. В парламенте являлся членом комиссии по вопросам агропромышленного комплекса, членом и секретарём комиссии по вопросам законодательства и законности. Входил в состав «Народного совета», из которого вышел в октябре 1990 года. Депутатские полномочия истекли 10 мая 1994 года.
С 1991 года заочно учился на юридическом факультете Киевского университета имени Тараса Шевченко, который окончил в 1996 году по специальности «юрист».
Летом 1993 года подал в Генеральную прокуратуру Украины заявление о совершении преступления премьер-министром Украины Леонидом Кучмой. В ноябре 1994 обвинил президента Кучму в государственной измене за подписание документа о Межгосударственного экономического комитета. В марте 1995 года зарегистрировал газету «Оппозиция», в которой публиковал критические статьи об украинской власти. В 1996 году газета была закрыта, а сам Макар 21 июня 1996 года Ватутинским районным судом г. Киева осужден к двум годам лишения свободы с отсрочкой наказания на 2 года.
С 1998 года работал адвокатом, с 1999 по 2007 год был преподавателем конституционного права Украины и зарубежных стран в открытом университете «Украина», с 2007 года является юристом Ассоциации городов Украины.
Являлся инициатором и участником ряда резонансных судебных процессов, в том числе против государственных органов и президента Украины.
С 2014 года принимал участие в вооружённом конфликте на востоке Украины, проходил службу в батальоне «Айдар».
Женат, супруга (с 1982 года) — Галина Васильевна, две дочери — Наталия (1983) и Ольга (1991).